# Consejo de Jefes de Estado y de Gobierno de UNASUR
El Consejo de Jefes de Estado y de Gobierno es el consejo conformado por los jefes de Estado y de gobierno de la Unasur. Este consejo fue el encargado de crear los consejos ministeriales de Unasur. Generalmente este consejo lo preside por el presidente Pro tempore de la Unasur.
Este consejo es el órgano más importante del organismo y es el encargado de establecer los lineamientos políticos, planes de acción, programas y proyectos del proceso de integración suramericana y decidir las prioridades para su implementación para lo cual se recurre a convocar Reuniones Ministeriales Sectoriales y decidir sobre las propuestas presentadas por el Consejo de Ministras y Ministros de Relaciones Exteriores.

## Atribuciones
Las atribuciones del consejo son:

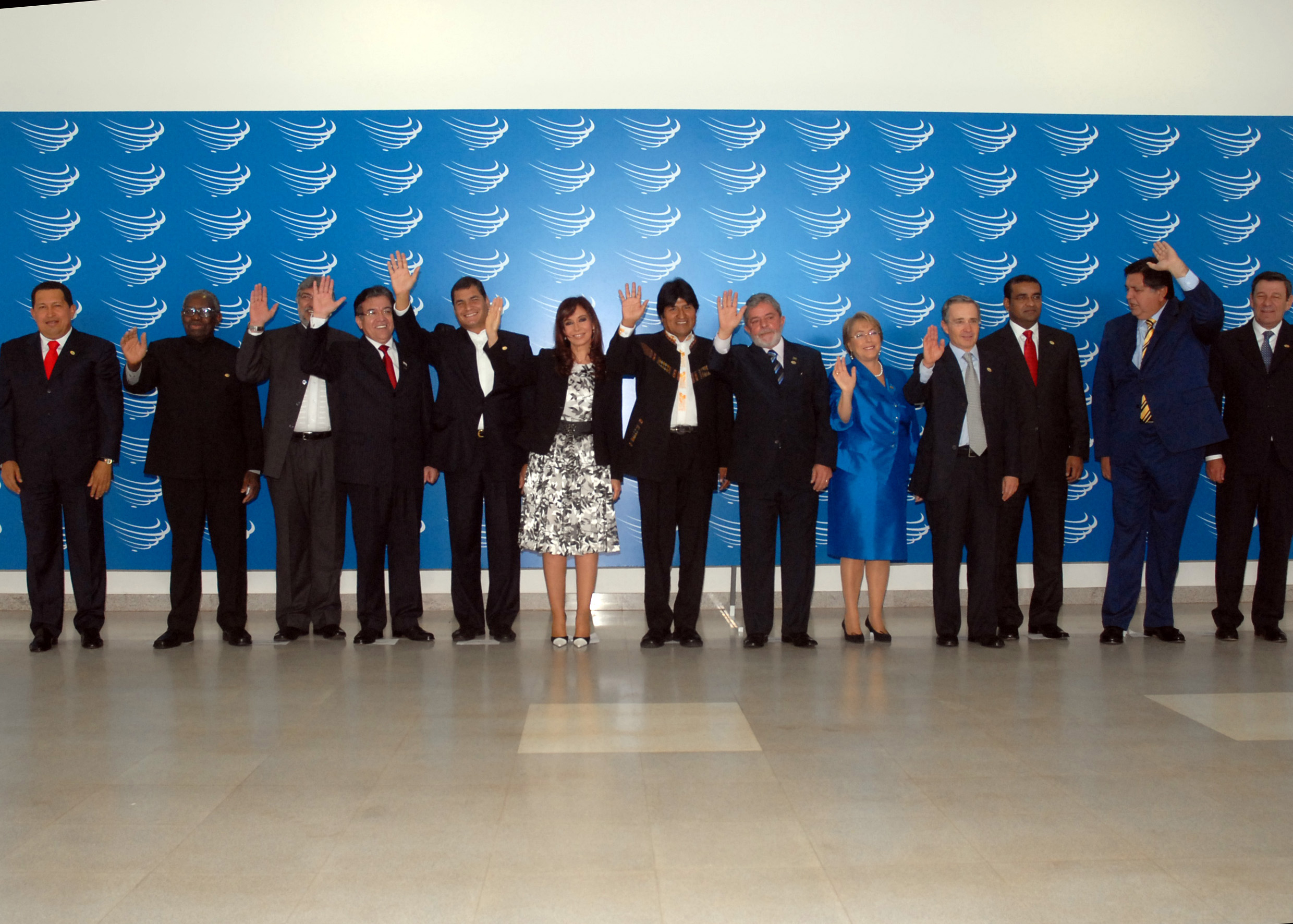
Los Presidentes de Sudamérica conforman el Consejo de UNASUR.

- Establecer los lineamientos políticos, planes de acción, programas y proyectos del proceso de integración suramericana y decidir las prioridades para su implementación;

- Convocar Reuniones Ministeriales Sectoriales y crear Consejos de nivel Ministerial;

- Decidir sobre las propuestas presentadas por el Consejo de Ministras y Ministros de Relaciones Exteriores;

- Adoptar los lineamientos políticos para las relaciones con terceros.

Las reuniones ordinarias del Consejo de Jefas y jefes de Estado y de Gobierno se reúnen una vez cada año. A petición de un Estado Miembro se podrá convocar a reuniones extraordinarias, a través de la Presidencia Pro Tempore, con el acuerdo de todos los Estados miembros de UNASUR.

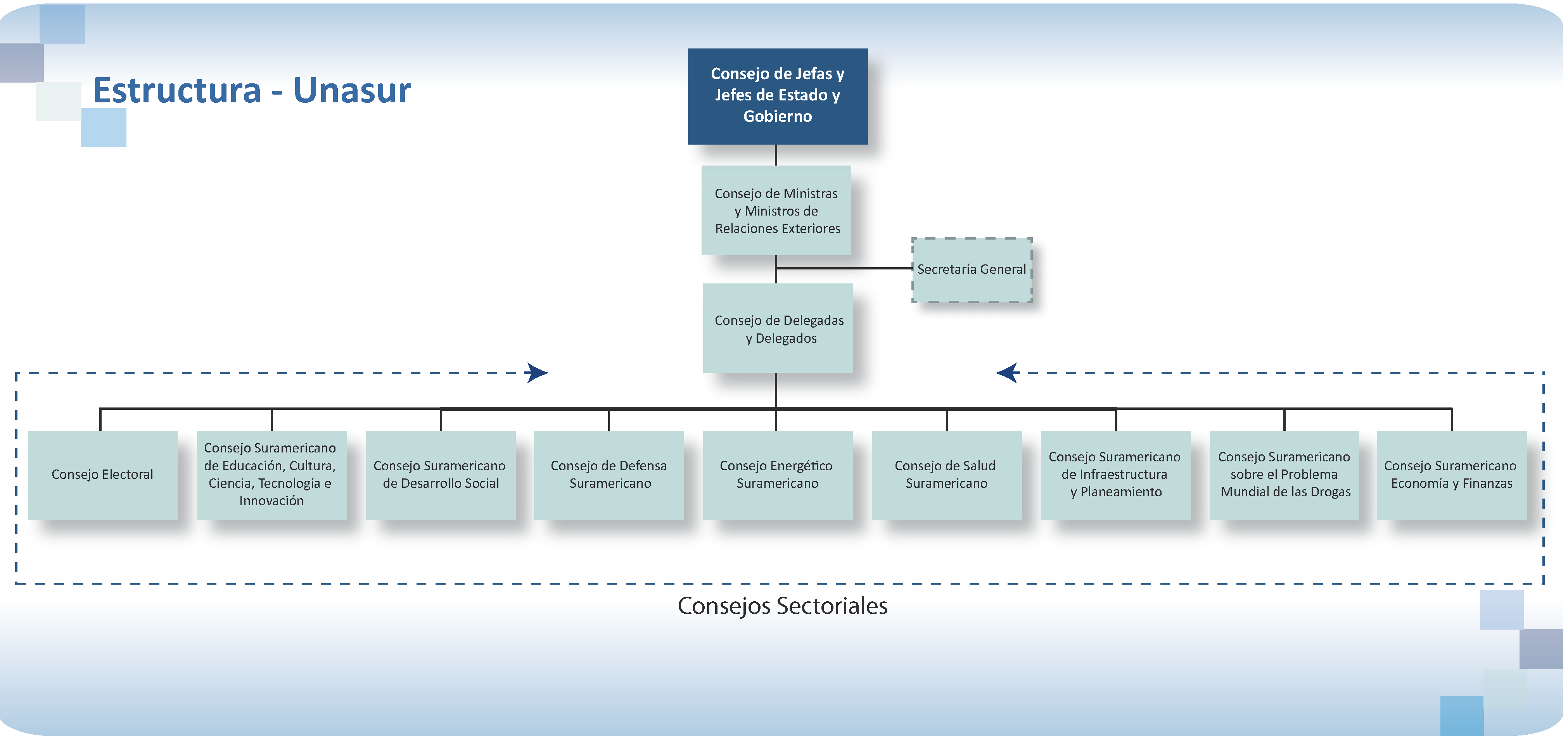
Estructura de Unasur

## Miembros
|           |                            |                               |                               |
| Estado    | Régimen Político           | Jefe de Estado                | Jefe de Gobierno              |
| Argentina | República presidencial     | Presidente Alberto Fernández  | Presidente Alberto Fernández  |
| Bolivia   | República presidencial     | Presidente Luis Arce          | Presidente Luis Arce          |
| Brasil    | República presidencial     | Presidente Jair Bolsonaro     | Presidente Jair Bolsonaro     |
| Chile     | República presidencial     | Presidente Gabriel Boric Font | Presidente Gabriel Boric Font |
| Guyana    | República semipresidencial | Presidente Irfaan Ali         | Primer ministro Mark Phillips |
| Paraguay  | República presidencial     | Presidente Mario Abdo Benítez | Presidente Mario Abdo Benítez |
| Perú      | República presidencial     | Presidente Pedro Castillo     | Presidente Pedro Castillo     |
| Surinam   | República presidencial     | Presidente Dési Bouterse      | Presidente Dési Bouterse      |
| Uruguay   | República presidencial     | Presidente Luis Lacalle Pou   | Presidente Luis Lacalle Pou   |
| Venezuela | República presidencial     | Presidente Nicolás Maduro     | Presidente Nicolás Maduro     |
|           |                            |                               |                               |